# Њу Бедфорд (Пенсилванија)
Њу Бедфорд (енгл. New Bedford) насељено је место без административног статуса у америчкој савезној држави Пенсилванија.

## Демографија
По попису из 2010. године број становника је 925.
| Група             | 2000.    | 2010.       |
| Белци             | 0 (0,0%) | 909 (98,3%) |
| Афроамериканци    | 0 (0,0%) | 4 (0,4%)    |
| Азијати           | 0 (0,0%) | 1 (0,1%)    |
| Хиспаноамериканци | 0 (0,0%) | 9 (1,0%)    |
| Укупно            | 0        | 925         |